# سانتياغو فيراندو
سانتياغو فيراندو (بالإسبانية: Santiago Ferrando) هو عداء سريع بيروفي، ولد في 7 يونيو 1928.

## وصلات خارجية
- سانتياغو فيراندو على موقع أوليمبيديا (الإنجليزية)